# فرانسین هوبن
فرانسین ماری ژان هوبن (تلفظ هلندی: [frɑnˈsɪnə ma:ˈrɪ ˈʒɑnə ˈɦʌubən] ; متولد ۲ ژوئیه ۱۹۵۵) معمار هلندی است. او با درجه ممتاز از دانشگاه صنعتی دلفت فارغ‌التحصیل شد. هوبن شریک مؤسس و مدیر معمار مکانو، مستقر در دلفت، هلند است.

## کار
آثار معماری هوبن گسترده‌است و شامل پروژه‌هایی مانند دانشگاه‌ها، کتابخانه‌ها، تئاترها، مناطق مسکونی، موزه‌ها و هتل‌ها می‌شود. هوبن ترکیبی از رشته‌های معماری، شهرسازی و معماری منظر است.
فعالیت او به ویژه برای طراحی کتابخانه‌ها شناخته شده‌است. کتابخانه در دانشگاه صنعتی دلفت، که در سال ۱۹۹۷ تکمیل شد، منجر به ساخت کتابخانه بیرمنگام در سال ۲۰۱۳ شد. بازسازی کتابخانه میدتاون (کتابخانه مید منهتن و ساختمان استفان آ. شوارتزمن)، نیویورک از کارهای برجسته اوست. او به‌طور گسترده در مورد کتابخانه‌ها و ساختمان‌های عمومی صحبت کرده‌است و بیان می‌کند که "کتابخانه‌ها مهم‌ترین ساختمان‌های عمومی هستند. او برای آثارش، چه معماری و چه نویسندگی، تحسین بین المللی را به دست آورده‌است. آخرین سازه ساخت او کتابخانه بیرمنگام (۲۰۱۳) بود که یکی از شش ساختمانی بود که در فهرست نهایی جایزه استرلینگ ۲۰۱۴ قرار گرفت و توسط موسسه سلطنتی معماران بریتانیا (RIBA) اعطا شد. هنگامی که مجله معماران او را به عنوان معمار زن سال ۲۰۱۴ معرفی کرد، هوبن بیان کرد: «طراحی کتابخانه بیرمنگام یک امتیاز بزرگ بود. معماری در مورد کار گروهی است، در مورد حمایت و رویایی که زنان به ویژه در آن مهارت دارند.»
فرانسین هوبن کرسی‌های استادی در هلند و خارج از کشور داشته‌است و در سال ۲۰۰۷ استاد مدعو در دانشگاه هاروارد بود. از سال ۲۰۰۲ تا ۲۰۰۶ او معمار شهر آلمر بود. در سال ۲۰۰۱، مانیفست مهم خود را در مورد معماری منتشر کرد. او به عنوان متصدی اولین دوسالانه بین‌المللی معماری روتردام در سال ۲۰۰۳، موضوع زیبایی‌شناسی تحرک را به خط مقدم آگاهی طراحی بین‌المللی آورد. در سال ۲۰۱۰ به فرانسین هوبن عضویت مادام العمر در آکادمی هنرهای برلین، بخش معماری، در برلین اعطا شد. در نوامبر ۲۰۱۵، ملکه ماکسیما هلند، جایزه پرنس برنهارد کالتوورفوندز را برای آثارش به هوبن اهدا کرد. فرانسین کتاب‌هایی منتشر کرده و به دانشگاه‌های متعددی سفر کرده و در مورد مطالعات و فعالیت‌های خود سخنرانی کرده‌است. آخرین خلاصه داستان او این است: «مردم، مکان، هدف، شعر: فرانسین هوبن از طریق این چهار کلمه رویکرد منحصر به فرد و انسان گرایانه عمل خود را به معماری نشان می‌دهد.»

## پروژه‌های منتخب
- دانشکده اقتصاد و مدیریت، اوترخت (۱۹۹۵)
- کتابخانه دانشگاه فناوری دلفت، دلفت (۱۹۹۷)
- موزه فضای باز هلند، آرنهم (۲۰۰۰)
- طرح اصلی، دانشگاه فناوری دلفت (۲۰۰۲)
- مونته ویدئو، روتردام (۲۰۰۵)
- پنجاه و دو درجه، نایمخن(۲۰۰۷)
- تئاتر و مرکز کنگره La Llotja، لیدا (۲۰۰۸)
- تئاتر آمفیون، (۲۰۰۹)
- Kaap Skil، موزه دریایی و ساحلی، Texel (2012)
- کالج دانشگاه آمستردام، آمستردام (۲۰۱۲)
- کتابخانه بیرمنگام با تئاتر رپرتوری بیرمنگام ادغام شده‌است، بیرمنگام (۲۰۱۳)
- خانه، منچستر (۲۰۱۵)
- ساختمان شهرداری بروس سی بولینگ، بوستون (۲۰۱۵)
- فرودگاه هیلتون آمستردام اسخیپول، آمستردام (۲۰۱۵)
- کافه کلوپ کشور تکوانگ، گیونگگی دو، کره جنوبی (۲۰۱۵)
- ادارات شهرداری و ایستگاه قطار، دلفت، هلند (۲۰۱۵/۲۰۱۷)
- کوکنهوف، لیسه، هلند (۲۰۱۷)
- ساختمان اداری نامدائمون، سئول، کره جنوبی (۲۰۱۷)
- یوروجاست (آژانس اتحادیه اروپا)، لاهه، هلند (۲۰۱۷)
- کاخ عدالت، کوردوبا، اسپانیا (۲۰۱۷)
- مرکز ملی هنرهای کائوسیونگ، کائوسیونگ (۲۰۱۸)
- سه مرکز فرهنگی و مرکز خرید وان کتاب، شنژن (۲۰۱۸)
- توسعه پردیس مهندسی منچستر، منچستر (در حال انجام)
- بازسازی کتابخانه یادبود مارتین لوتر کینگ جونیور، واشینگتن دی سی (در حال انجام)
- بانک سرمایه‌گذاری اروپا، لوکزامبورگ (در حال انجام)
- ایستگاه کائوسیونگ، کائوسیونگ (در حال انجام)
- بازسازی کتابخانه عمومی نیویورک میدتاون، نیویورک (در حال انجام)
- طراحی شهری ایستگاه شمالی شنژن، شنژن (در حال انجام)
- کتابخانه عمومی تاینان، تاینان (در حال انجام)

## برخی از آثار برجسته

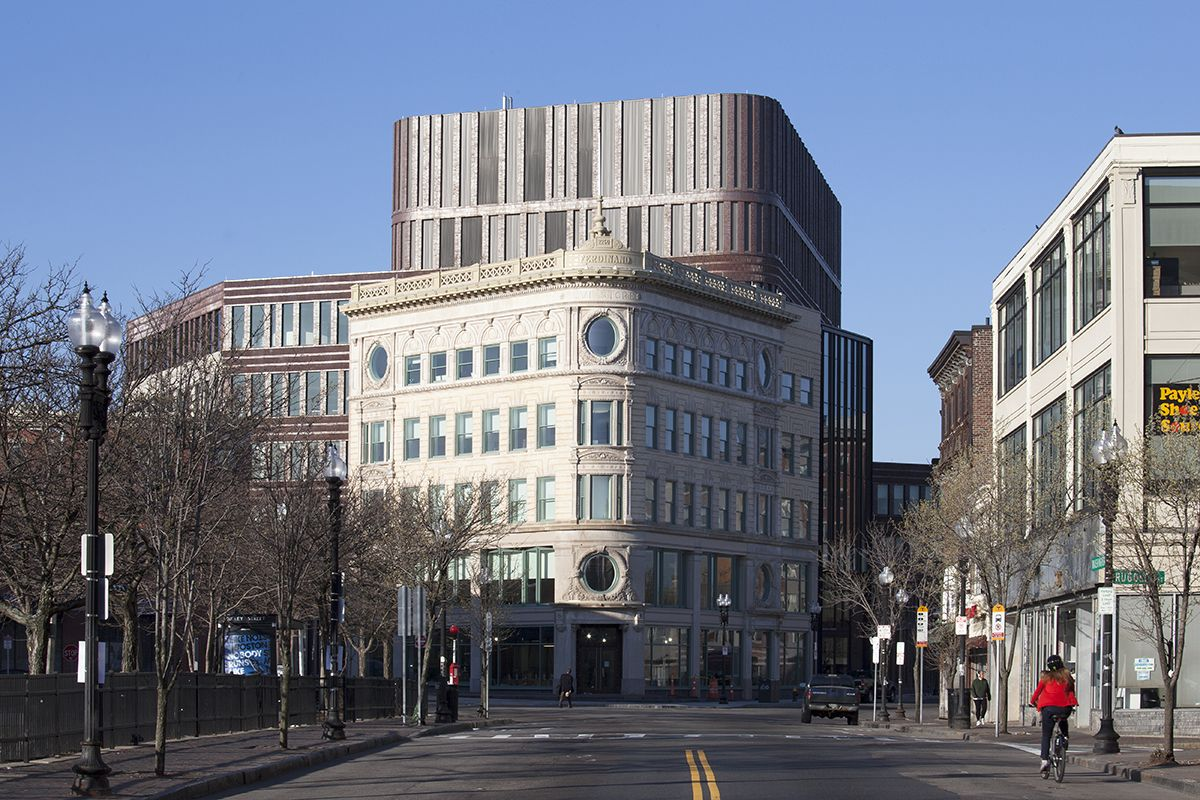
ساختمان شهرداری بروس سی بوستون،  آمریکا
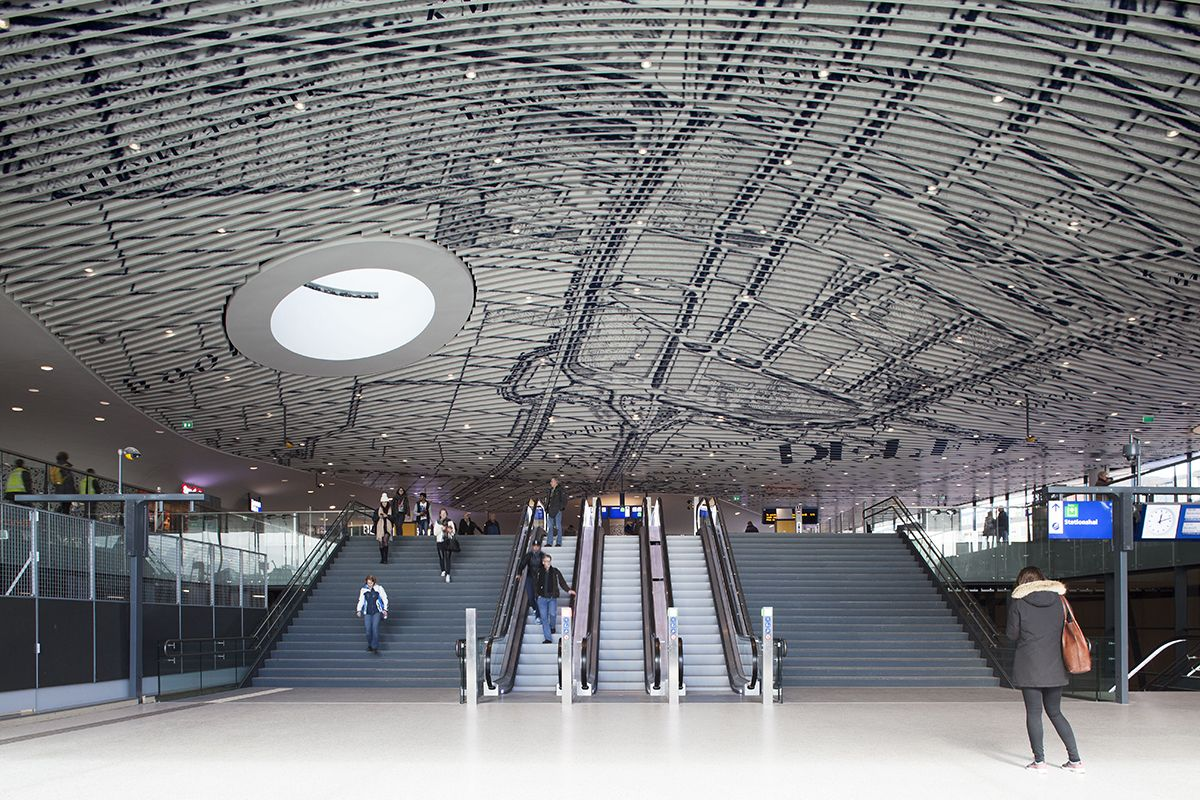
ادارات شهرداری و ایستگاه قطار دلفت،  هلند
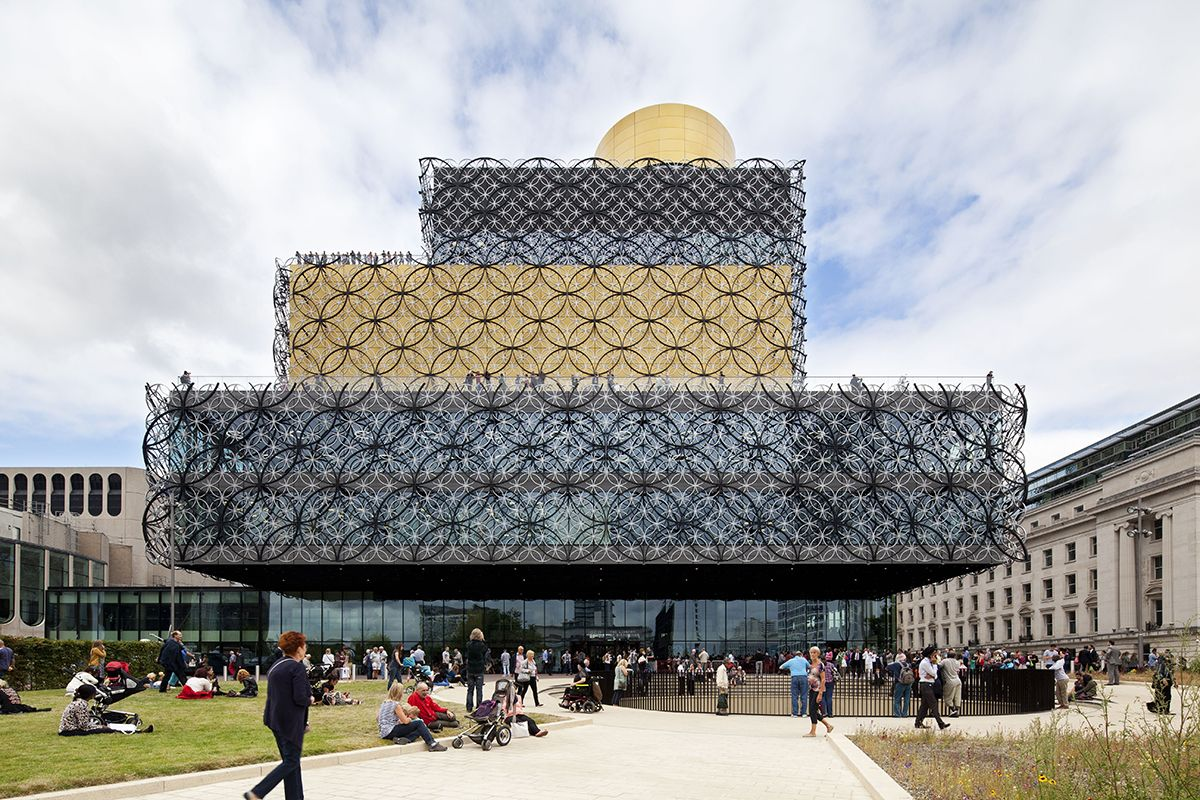
کتابخانه بیرمنگام بیرمنگام، انگلستان
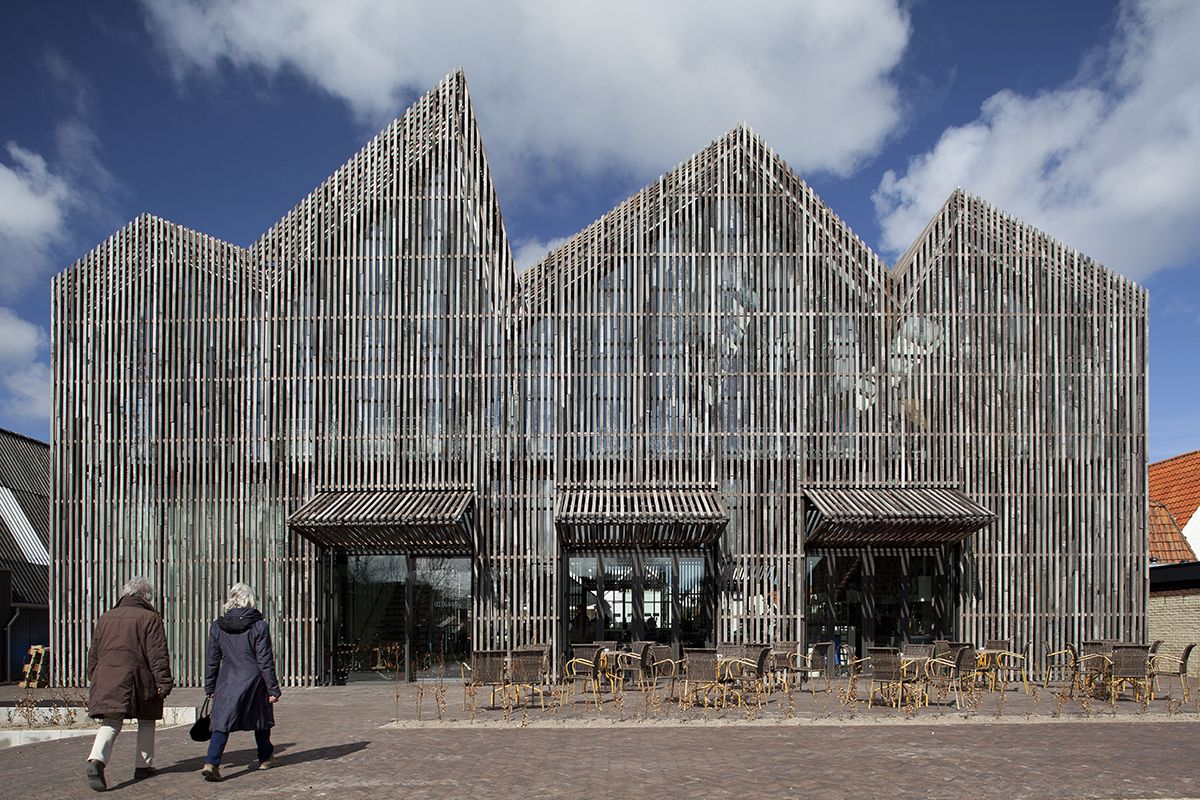
موزه دریایی و ساحلی اودشایلد،  هلند
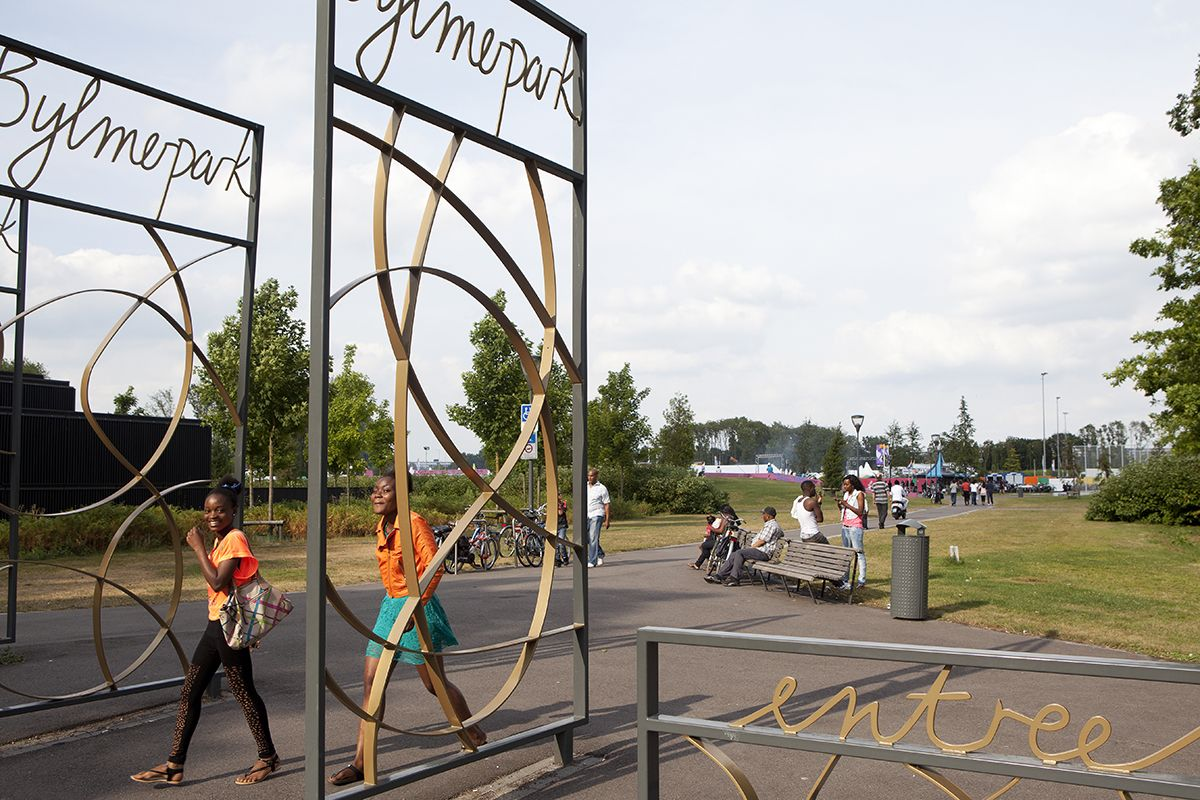
پارک نلسون ماندلا آمستردام-زویدوست،  هلند
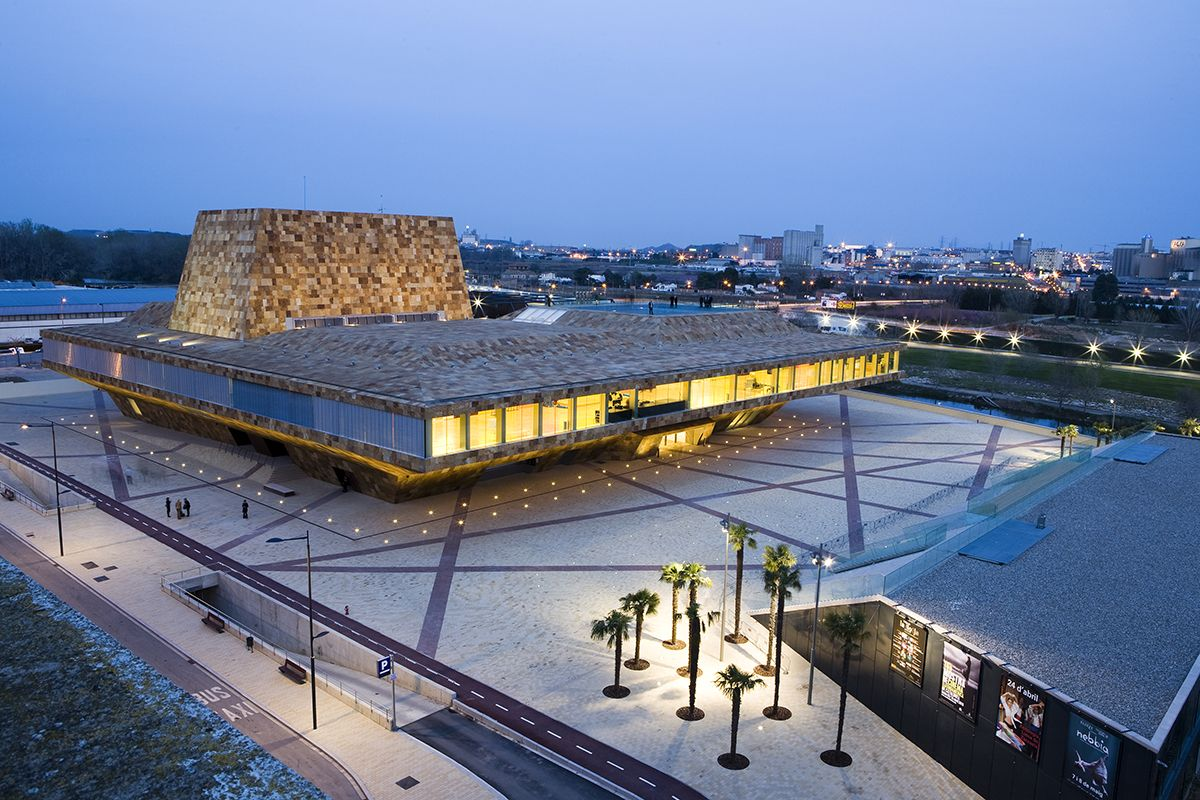
تئاتر و مرکز کنفرانس لیدا، اسپانیا
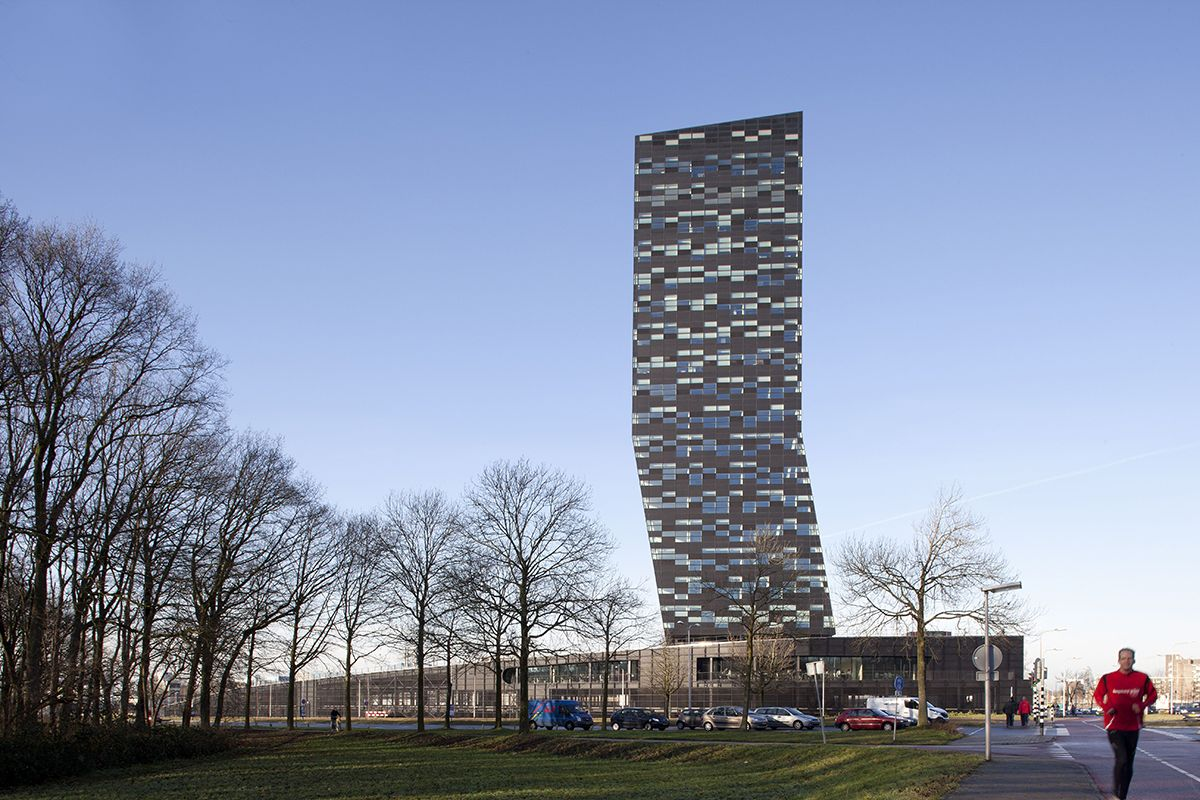
FiftyTwoDegrees نایمخن،  هلند
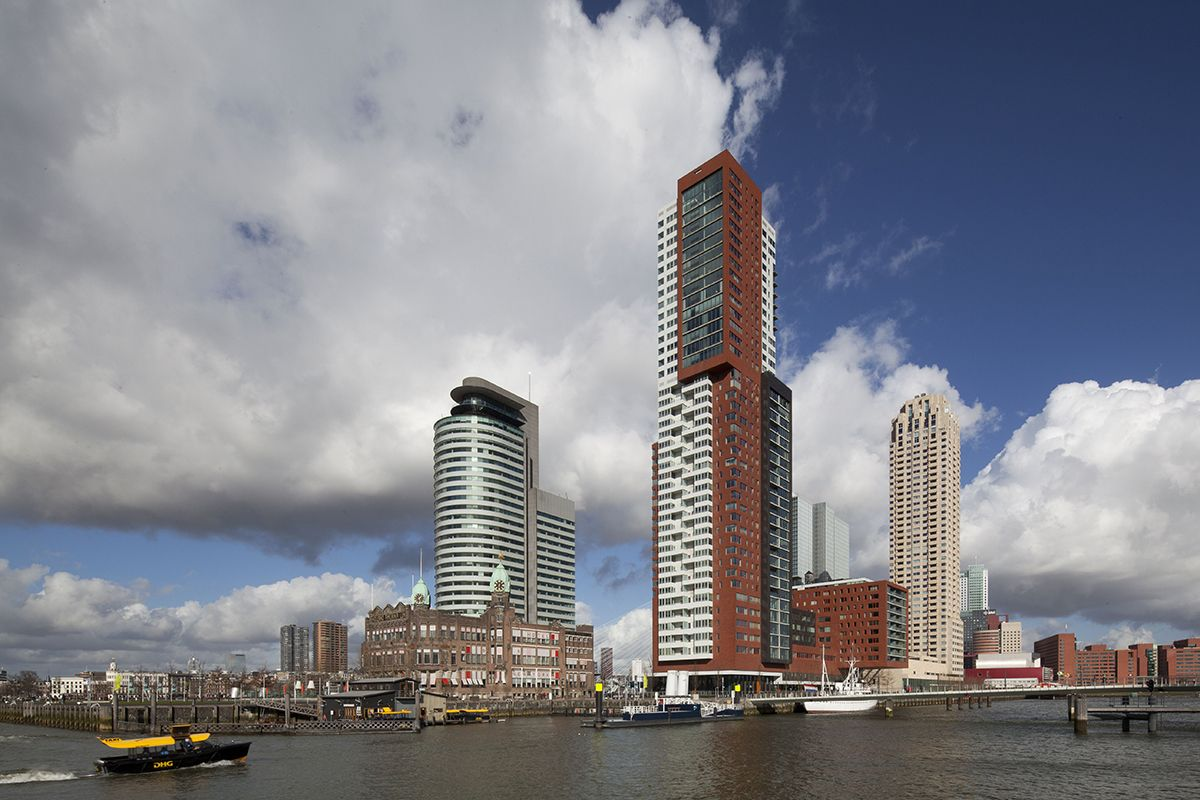
برج مسکونی مونته ویدئو روتردام،  هلند
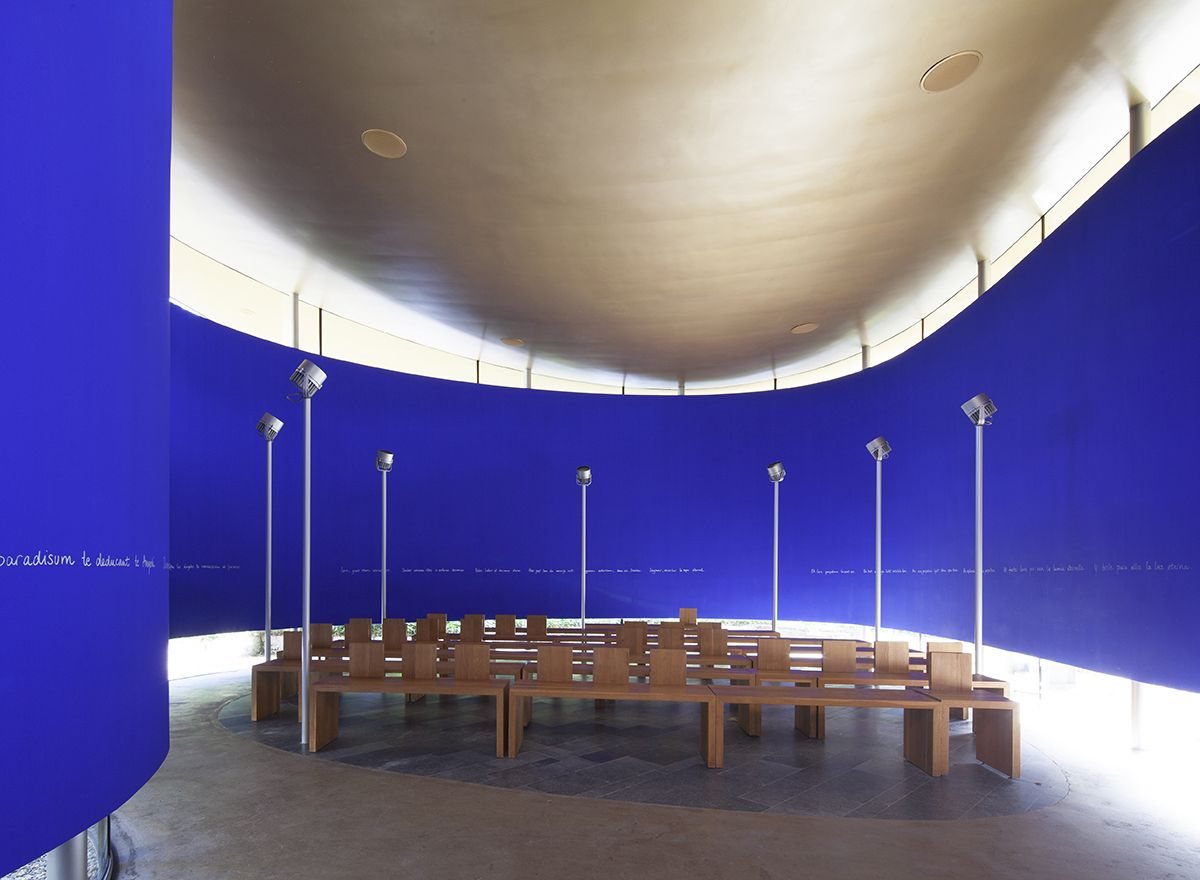
نمازخانه سنت مریم فرشتگان روتردام،  هلند
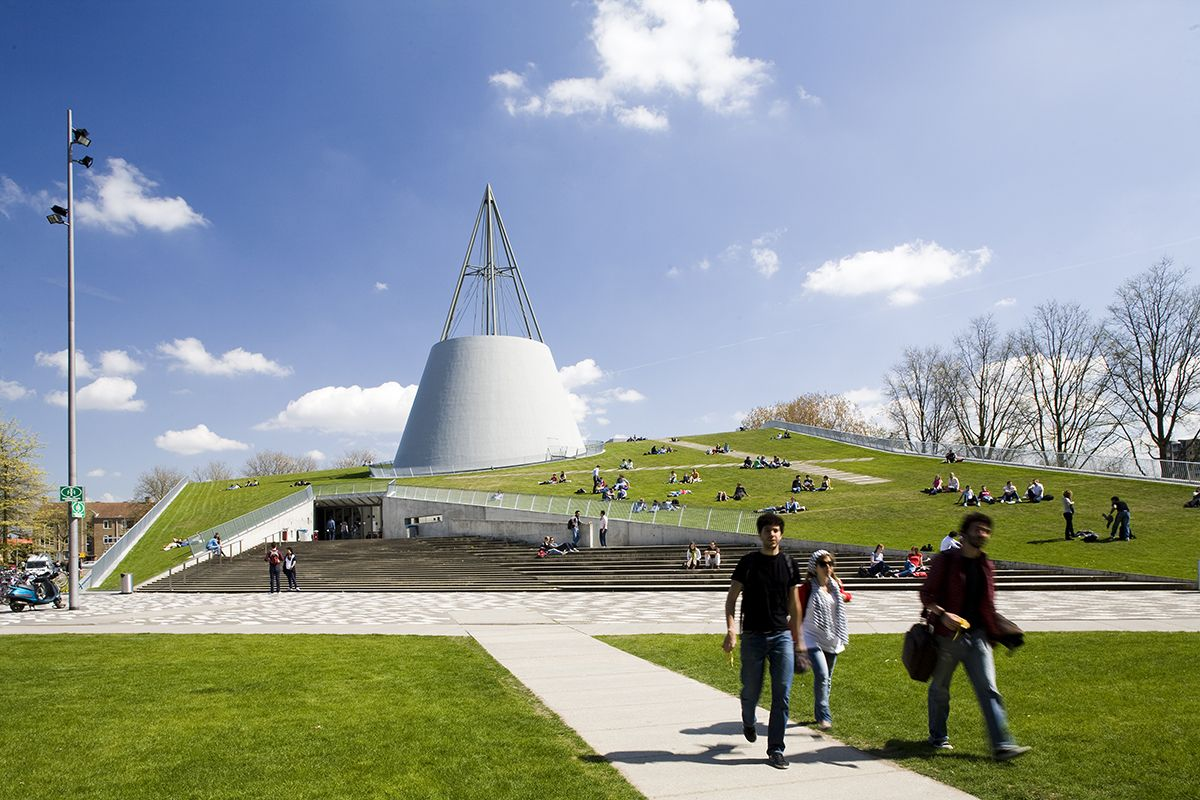
کتابخانه دانشگاه فناوری دلفت دلفت،  هلند
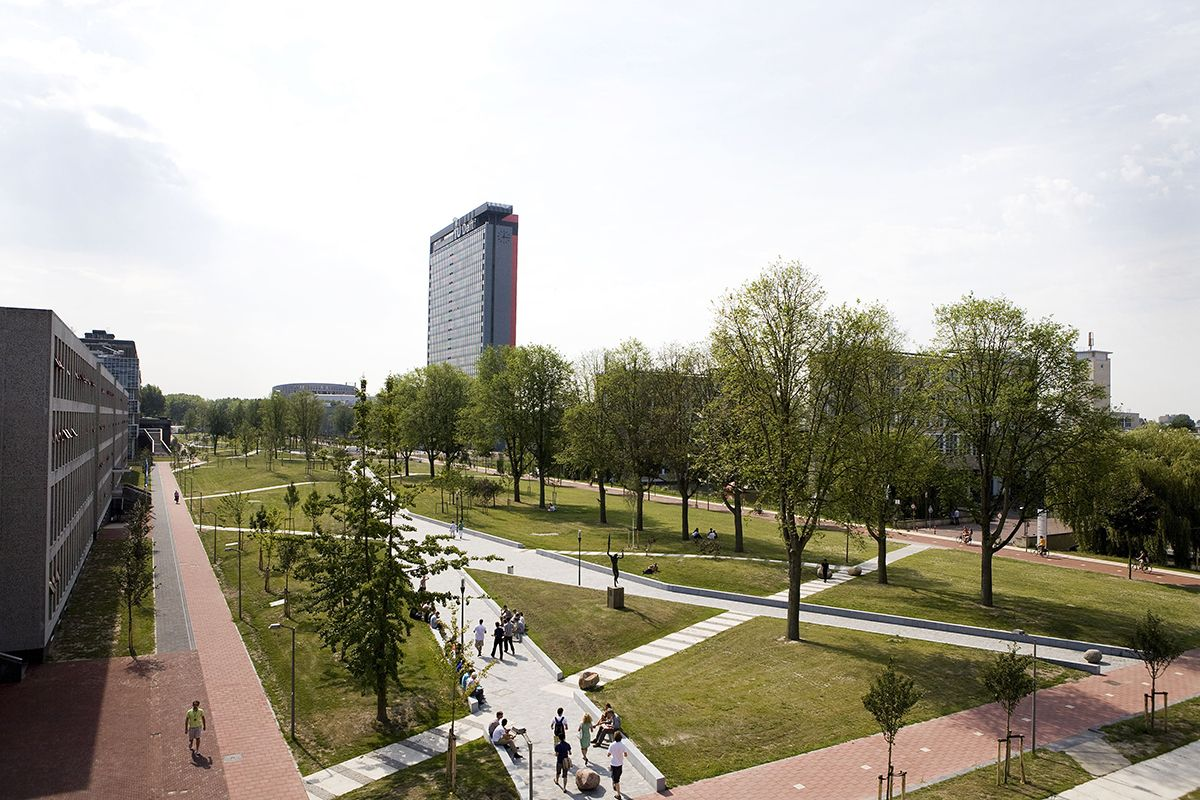
پارک مکل, دانشگاه صنعتی دلفت
دلفت،  هلند

## جوایز و افتخارات برگزیده
- ۲۰۰۱ کمک هزینه تحصیلی افتخاری، مؤسسه سلطنتی معماران بریتانیا
- ۲۰۰۷ کمک هزینه تحصیلی افتخاری، مؤسسه سلطنتی معماری کانادا
- ۲۰۰۷ بورسیه افتخاری، موسسه معماران آمریکا
- ۲۰۰۸ جایزه Veuve Cliquot بهترین زنان کسب و کار سال
- ۲۰۱۴ معمار زن سال، مجله معماران
- جایزه Prins Bernhard Cultuurfonds 2015
- ۲۰۱۶ دکترای افتخاری، دانشگاه اوترخت
- جایزه همکار افتخاری بین‌المللی ۲۰۱۸، مؤسسه معماری تایوان

## توابع دیگر
- ۲۰۱۵–اکنون عضو هیئت مدیره انجمن هنر در آکادمی سلطنتی هنر و علوم هلند
- ۲۰۱۵–فعلا عضو مؤسسه ون آلن
- ۲۰۱۰–اکنون عضو Akademie der Künste، گروه معماری
- ۲۰۰۸–فعلا عضو هیئت مدیره بنیاد کارنگی
- ۲۰۰۵–اکنون هیئت نظارت موزه Kröller-Müller، Otterlo

## کتابشناسی - فهرست کتب
- هدف مکان مردم، فرانسین هوبن. لندن: انتشارات سگ سیاه، ۲۰۱۵شابک ‎۹۷۸۱۹۰۸۹۶۷۶۱۹
- کوه‌های هلند، فرانسین هوبن، یان ترومپ، هری کاک. Wezep: Uitgeverij de Kunst، ۲۰۱۱شابک ‎۹۷۸۹۴۹۱۱۹۶۰۰۳
- Masters of Architecture Series, Mecanoo , Ruud Brouwer, Aaron Betsky, Francine Houben. Mulgrave, Vic. : گروه انتشارات تصاویر، ۲۰۰۸شابک ‎۹۷۸۱۸۶۴۷۰۱۴۲۵
- En het eeuwige licht verlichte haar, Kapel Heilige Maria der Engelen, Francine Houben, Mgr. AH van Luyn SDB, Jan van Adrichem, Max van Rooy. روتردام، ۲۰۰۴
- تحرک، اتاقی با منظره، فرانسین هوبن، لوئیزا ماریا کالابرز (ویرایشگر). روتردام: NAi Publishers، ۲۰۰۳شابک ‎۹۷۸۹۰۵۶۶۲۲۵۷۲
- ترکیب، کنتراست، پیچیدگی، فرانسین هوبن. بازل، بوستون، برلین: Birkhaüser، ۲۰۰۱شابک ‎۹۷۸۳۷۶۴۳۶۴۵۲۶ ترجمه شده از هلندی Compositie, Contrast, Complexiteit, Francine Houben. روتردام: NAi Publishers، ۲۰۰۱شابک ‎۹۰۵۶۶۲۱۹۰۴
- Maliebaan, een huis om in te werken, Francine Houben. Utrecht: Andersson Elffers Felix/Delft: Mecanoo architecten، ۲۰۰۰شابک ‎۹۰۹۰۱۳۹۰۰۱
- Ingenieurskunst en mobiliteitsesthetiek, Francine Houben در: Architectuur en de openbare ruimte, de dynamische delta 2، وزارت حمل و نقل، کارهای عمومی و مدیریت آب/معمار Mecanoo. لاهه، ۱۹۹۹
- Bibliotheek Technische Universiteit Delft , Leo Waaijers, Piet Volaart, Francine Houben. روتردام: 010 Publishers، ۱۹۹۸شابک ‎۹۰۶۴۵۰۳۳۵۴